# HMS Plumper (1848)
Pour les autres navires du même nom, voir HMS Plumper.
 (août 2023).
Si vous disposez d'ouvrages ou d'articles de référence ou si vous connaissez des sites web de qualité traitant du thème abordé ici, merci de compléter l'article en donnant les références utiles à sa vérifiabilité et en les liant à la section « Notes et références ».

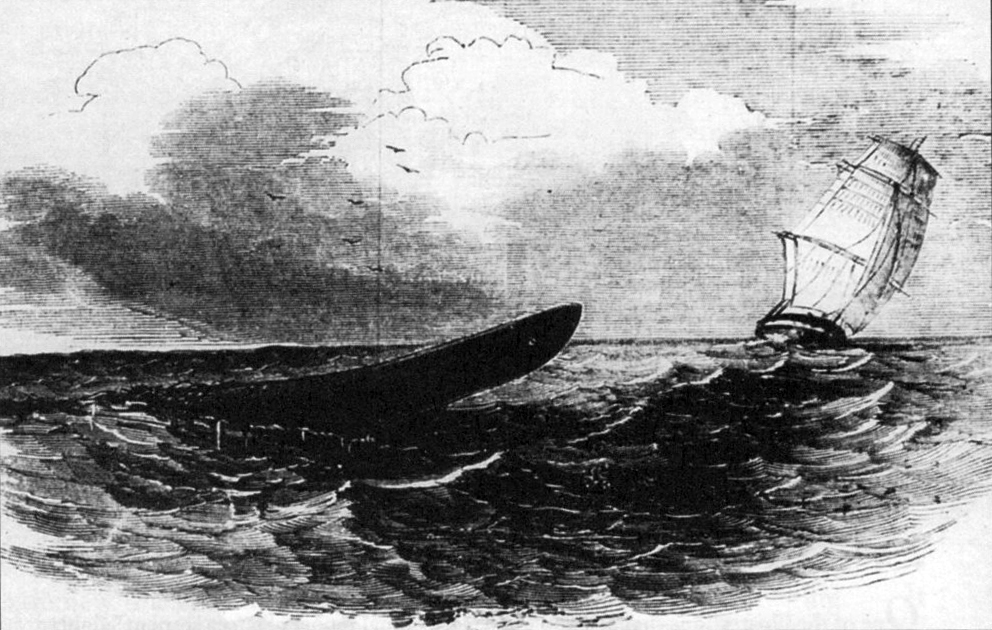
La « grande créature noire » vue par l'équipage du HMS Plumper depuis la côte portugaise en 1848.

Le HMS Plumper est un navire d'exploration de la Royal Navy, à hélice et gréé en trois-mâts barque. Il est lancé le 5 avril 1848 à Portsmouth en Angleterre. Commandé par le capitaine George Henry Richards entre 1857 et 1859, le HMS Plumper participe à l'exploration de la côte pacifique de la Colombie-Britannique. Une peinture de ce navire, mouillant à Port Harvey dans le détroit de Johnstone réalisée par un dénommé Startin dans les années 1860, représente le navire surmonté de trois mâts et une cheminée. Une image de ce bateau apparait aussi sur le blason de la ville de Sidney au sud de l'Île de Vancouver.
Francis Brockton est l'ingénieur du navire sous le commandement de Richards en 1859 quand Brockton découvre un filon de charbon dans la région de Vancouver. Quand Richards rapporte la découverte au gouverneur James Douglas, Richards baptise la région du nom de Coal Harbour et Brockton Point, à l'extrême est de ce qui est aujourd'hui le Stanley Park à Vancouver, d'après le nom de son découvreur.